# 岐阜市立三輪中学校
岐阜市立三輪中学校（ぎふしりつ みわちゅうがっこう）は、岐阜県岐阜市にある公立中学校。
近くには岐阜ファミリーパークがあり、山に囲まれている。
なお岐阜市立三輪南小学校と岐阜市立三輪北小学校も校区内にある。
隣には櫂立山があり、校歌の歌詞にも入っている。

## 沿革
- 1962年（昭和37年）4月 - 山県中学校と東山中学校を統合し、岐阜市立三輪中学校として開校。
- 1963年（昭和38年）4月 - 現在地に新築移転。
- 1982年（昭和57年） - 校舎を増築。
- 1987年（昭和62年） - 校舎を増築。
- 1990年（平成2年） - 体育館が完成。

## 進学前小学校[1]
- 岐阜市立三輪南小学校
- 岐阜市立三輪北小学校

## アクセス
岐阜バス 「三輪南小学校前」バス停徒歩10分

## 卒業生
- 岩田慎司（元プロ野球選手、投手、中日ドラゴンズ）